# Drobnici
Drobnici (cyr. Дробници) – wieś w Czarnogórze, w gminie Budva. W 2011 roku liczyła 32 mieszkańców.